# 石川長祐
石川 長祐（いしかわ ながすけ）は、室町時代の武将。姓は石河とも記される。丹後一色氏の家臣。若狭国今富名代官。

## 概要
応永6年（1399年）6月に、若狭国今富名代官であった小笠原長春が丹後守護の一色詮範・一色満範との抗争に敗れ、与謝郡石川城で自害させられると、父・石川長貞が長春に代わって今富名の代官に任じられた。
代官職は応永20年（1413年）1月に長祐へと譲られたものの、翌年2月には三方範忠へと代官職を譲った。